# Slovakiska
Slovakiska (slovenský jazyk (fil), slovenčina) är ett västslaviskt språk som talas av cirka 5,5 miljoner människor, de flesta i Slovakien. 
Sedan 1 maj 2004 är slovakiskan officiellt språk i EU. De västliga och centrala dialekterna, vilka talas i upplandet kring Bratislava, är förståeliga även för personer som talar tjeckiska.
Slovakiska är nära besläktat med grannspråket tjeckiska, och förståelsegraden liknar den mellan danska och norska.

## Utbredning
Det slovakiska språket talas av mellan 5,2 och 7,2 miljoner människor (den sista siffran inkluderande andraspråkstalare). 4,7 miljoner av modersmålstalarna bor i Slovakien, 500 000 i Tjeckien, 100 000 i Ungern, 20 000 i Polen och 80 000 i Serbien.
I Nordamerika finns cirka 440 000 utvandrade slovaker (400 000 i USA och 40 000 i Kanada), och av dessa använder många slovakiska som hemspråk. Antal andraspråkstalare av slovakiska inom Europeiska unionen var 2012 cirka 345 000.

## Varianter och historia
Traditionellt brukar slovakiskan delas in i tre olika dialektgrupper. Dessa är västslovakiska (som är mycket snarlik mährisk tjeckiska), östslovakiska (påverkad av polska) och centralslovakiska.
Centralslovakiska utgjorde basen för det officiella slovakiska skriftspråk som Lūudovít Štúr introducerade 1843. Dessförinnan hade tjeckiska varit det skriftspråk som slovakerna använde sig av, även om försök bland annat vid Trnavas universitet under 1600- och 1700-talen försökte introducera slovakisk skrift i psalmböcker och liknande kyrkoböcker. Štúrs nyskapelse (som sattes på pränt genom Martin Hattalas slovakiska grammatik 1852) blev dock snabbt accepterad som norm för modern slovakiska.
Slovakiskan är ålderdomligare än tjeckiskan, sett fonologiskt och morfologiskt, och en del ljudförändringar motsvaras endast av liknande utvecklingar i sydslaviska språk. Grammatiskt sett är dock slovakiskan mycket lik tjeckiskan. Även ordförråden i de båda språken är i hög grad desamma; däremot har slovakiskan fått influenser från ungerskan som inte nått tjeckiskan.

## Ortografi
Språket skrivs med en variant av det latinska alfabetet. Det inkluderar tre digrafer dz, dž och ch som räknas som egna bokstäver och sorteras efter d respektive h i bokstavsordningen. Fyra olika diakritiska tecken används (ˇ, ´, ¨, ^).
- Hake (mäkčeň) markerar antingen palatalisering eller ändrar en alveolar frikativa till en postalveolar. I tryckta texter kan haken se ut på två olika sätt: (1) č, dž, š, ž, ň och (2) ľ, ď, ť (som mer liknar en apostrof), men det är bara en konvention. I handskrivna texter används alltid den första formen. För att underlätta utelämnas haken i ett antal vanliga bokstavskombinationer.

- Akut accent (dĺžeň) markerar långa vokaler. Den kan förekomma ovanför alla vokaler utom ä. Den kan också förekomma ovanför l och r vilka då räknas som vokaler.

- Prickar (prehláska) används endast i kombination med a som då uttlas mer slutet ([æ] eller [ɛ]).

- Cirkumflex (vokáň) används endast i kombination med o som då blir till en diftong [u̯o].

### Uttal
| A a | Á á  | Ä ä    | B b   | C c  | Č č  | D d  | Ď ď    | Dz dz  | Dž dž | E e | É é  |
| --- | ---- | ------ | ----- | ---- | ---- | ---- | ------ | ------ | ----- | --- | ---- |
| [a] | [a:] | [æ, ɛ] | [b]   | [ts] | [tʃ] | [d]  | [ɟ]    | [dz]   | [dʒ]  | [e] | [e:] |
| F f | G g  | H h    | Ch ch | I i  | Í í  | J j  | K k    | L l    | Ĺ ĺ   | Ľ ľ | M m  |
| [f] | [g]  | [ɦ]    | [x]   | [ɪ]  | [i:] | [j]  | [k]    | [l, ḷ] | [ḷ:]  | [ʎ] | [m]  |
| N n | Ň ň  | O o    | Ó ó   | Ô ô  | P p  | Q q  | R r    | Ŕ ŕ    | S s   | Š š | T t  |
| [n] | [ɲ]  | [o]    | [o:]  | [u̯o] | [p]  | [kv] | [r, ṛ] | [ṛ:]   | [s]   | [ʃ] | [t]  |
| Ť ť | U u  | Ú ú    | V v   | W w  | X x  | Y y  | Ý ý    | Z z    | Ž ž   |     |      |
| [c] | [u]  | [u:]   | [v]   | [v]  | [ks] | [ɪ]  | [i:]   | [z]    | [ʒ]   |     |      |